# Niewiesze
Niewiesze (deutsch Niewiesche, 1936–1945 Grünwiese) ist eine Ortschaft in Oberschlesien. Administrativ liegt sie in der Gemeinde Rudziniec (Rudzinitz) im Powiat Gliwicki (Landkreis Gleiwitz) in der Woiwodschaft Schlesien.

## Geografie
Niewiesze liegt acht Kilometer nordöstlich vom Gemeindesitz Rudziniec (Rudzinitz), 19 Kilometer nordwestlich von der Kreisstadt Gliwice (Gleiwitz) und 41 Kilometer westlich von der Woiwodschaftshauptstadt Kattowitz.
Südlich befindet sich der Pławniowice-See (Plawniowitzer See).

## Geschichte
Der Ort entstand spätestens im 13. Jahrhundert. 1295–1305 wurde der Ort im Liber fundationis episcopatus Vratislaviensis (Zehntregister des Bistums Breslau) urkundlich als „Nevessa“ erwähnt.
Der Ort wurde 1783 im Buch Beyträge zur Beschreibung von Schlesien als Niewische erwähnt, gehörte einem Herrn von Strachwitz und lag im Kreis Tost des Fürstentums Oppeln. Damals hatte er 110 Einwohner, ein Vorwerk, elf Bauern und 21 Gärtner. 1865 bestand Niewiesche aus einem Rittergut und einem Dorf. Der Ort hatte zu diesem Zeitpunkt neun Bauernstellen, 26 Freigärtnerstellen und sechs Häuslerstellen, sowie eine Mühle. Kirche und Schule befanden sich in Ponischowitz.
Bei der Volksabstimmung in Oberschlesien am 20. März 1921 stimmten vor Ort 52 Wahlberechtigte für einen Verbleib Oberschlesiens bei Deutschland und 132 für eine Zugehörigkeit zu Polen. Niewiesche verblieb nach der Teilung Oberschlesiens beim Deutschen Reich. 1936 wurde der Ort im Zuge einer Welle von Ortsumbenennungen der NS-Zeit in Grünwiese umbenannt. Bis 1945 befand sich der Ort im Landkreis Tost-Gleiwitz.
1945 kam der bis dahin deutsche Ort unter polnische Verwaltung und wurde anschließend der Woiwodschaft Schlesien angeschlossen und ins polnische Niewiesze umbenannt. 1950 kam der Ort zur Woiwodschaft Kattowitz. 1999 kam der Ort zum wiedergegründeten Powiat Gliwicki und zur Woiwodschaft Schlesien.

## Bauwerke
- Nepomukkapelle, Wegkapelle aus der Zeit um 1800 mit einer hölzernen Figur des heiligen Johannes von Nepomuk
- Wegkreuze